# Maria Cernovodeanu
Maria Cernovodeanu (n. 11 noiembrie 1900, București – d. 25 martie 1968, București) a fost o pianistă și un cadru didactic universitar de pian din România. A scris lucrări didactice și ediții critice.

## Studii
Studiază, în București (1915-1918),  pianul cu Muza Gemani-Ciomag, teorie-solfegii și armonie cu Mihail Jora, muzică de cameră cu Mihail Andricu. La Paris (1930-1931), studiază pianul cu Alfred Cortot, iar la École normale de musique, în 1937, pedagogia muzicală cu Jeanne Blancard și cu Nadia Boulanger, clavecian și muzică veche.

## Cariera
Din 1923 începe cariera didactică, mai întâi profesoară particulară de pian în București, asistent (1950-1951), conferențiar (1951-1963) la catedra de pian la Conservatorul din București.A predat cursuri la Cercul de studii profesionale al Sindicatului artiștilor instrumentiști din București (1948-1950), și la Palatul Pionierilor din București (1952-1958).
Între anii 1931-1937 a fost pianistă corepetitoare la Radio București. A scris articole despre pedagogia muzicală în: Muzica, Colocvii, Scînteia. A inventat un material educativ didactic (Șase jocuri muzicale, București, 1958). A susținut recitaluri, concerte de muzică de cameră.

## Lucrări
Lucrări didactice:
- Mica metodă de pian, București, ESPLA, 1956,  Ed. Muzicală, 1962, 1964
- Metodă de pian, București, Ed. Muzicală, 1959
- Îndrumări și exerciții pentru Studii pentru pian (Czerny-Gnesina), București, ESPLA, 1956

Ediții critice (muzică pentru pian): 
- Diabeli, Antonio. 2 Sonatine, op. 168, București, Editura Muzicală, 1961
- Trei sonate pentru tineret, op. 118, București, Editura Muzicală, 1964
- Clementi, Muzio. 50 Preludii și exerciții, București, Editura Muzicală, 1966[2]

Discografie didactică:
- Introducere în cunoașterea instrumentelor orchestrei simfonice (1965), poveste pentru copii cu tema Frumoasa din Pădurea adormită, balet de P. I. Ceaikovski[3]

A tradus Sonatele pentru pian de Bethoven de Edwin Ficher.